# (800) Kressmannia
Kressmannia est un astéroïde de la ceinture principale découvert le 20 mars 1915 par l'astronome allemand Max Wolf.
Sa désignation provisoire était 1915 WP.